# Roystonea violacea
Roystonea violacea е вид растение от семейство Палмови (Arecaceae). Видът е застрашен от изчезване.

## Разпространение
Roystonea violacea е ендемичен за провинция Гуантанамо в източната част на Куба.

## Описание
Това е голяма палма, която достига на височина до 15 метра. Стъблата са червенокафяви до сиви, с диаметър около 34 см.
Плодовете са дълги около 12 – 13,7 мм, широки 7,8 – 8,5 мм и когато узреят са чернокафяви.